# Türkische Verfassung von 1924
Die Türkische Verfassung von 1924 (türkisch 1924 Anayasası) trat am 24. Mai 1924 in Kraft und ersetzte diejenigen von 1876 und 1921. Sie war die erste Verfassung der am 29. Oktober 1923 ausgerufenen Republik Türkei und mit diversen Änderungen bis zum 20. Juli 1961 gültig.

## Aufbau
Die Verfassung bestand insgesamt aus 105 Artikeln in sechs Abschnitten (Fasıl/Bölüm):
- Art. 1–8: Allgemeine Bestimmungen (Ahkâm-ı Umumiye/Esas Hükümler)
- Art. 9–30: Die Legislative (Vazife-i Teşriiye/Yasama Görevi)
  - Die Große Türkische Nationalversammlung war nominell das höchste Staatsorgan, die Abgeordneten waren die Repräsentanten des Volkes.
- Art. 31–52: Die Exekutive (Vazife-i İcraiye/Yürütme Görevi)
  - Die Exekutive bildeten der Ministerpräsident und der Rat der Vollzugsbeauftragten.
- Art. 53–67: Die Judikative (Kuvve-i Kazaiye/Yargı Erki)
  - Die Gerichte waren unabhängig und die Richter lagen unter keiner Entscheidungsgewalt.
- Art. 68–88: Grundrechte der Türken (Türklerin Hukuk-u Âmmesi/Türklerin Kamu Hakları)
  - Die Religionsfreiheit, Meinungsfreiheit und Versammlungsfreiheit wurden festgeschrieben,
  - ebenso wie die Gleichheit aller Bürger ungeachtet ihrer Volkszugehörigkeit, Sprache und Glaube,
  - Die Präventivzensur der Presse wurde aufgehoben.
- Art. 89–105: Verschiedene Bestimmungen (Mevadd-ı Müteferrika/Türlü Maddeler)

## Änderungen
Die erste Änderung erfolgte am 10. April 1928, wodurch unter anderem Artikel 2 geändert und der Satz „Religion des türkischen Staates ist der Islam“ gestrichen wurde. Weitere Änderungen folgten am 10. und 11. Dezember 1931 bzw. 1934. Dadurch erhielten unter anderem Frauen das aktive und passive Wahlrecht. Im Jahr 1937 wurde die Verfassung zweimal geändert. Durch das Gesetz Nr. 3115 vom 5. Februar 1937 wurden die sechs Grundprinzipien des Kemalismus in der Verfassung verankert.
Am 10. Januar 1945 wurde die Verfassung mit dem Gesetz Nr. 4695 im Sinne der Turkisierung der Sprache überarbeitet und in das moderne Türkisch übertragen. Diese Neufassung wurde jedoch mit dem Gesetz Nr. 5997 vom 24. Dezember 1952 rückgängig gemacht, wodurch die Verfassung erneut ihre Form vor 1945 erhielt.